# Guetae Teidoume
Guetae Teidoume è uno dei cinque comuni del dipartimento di Tamchekett, situato nella regione di Hodh-Gharbi in Mauritania. Nel censimento della popolazione del 2000 contava 7.724 abitanti.